# Finanztest
Finanztest (прежнее написание FINANZtest) — это ежемесячный журнал для потребителей. Наряду с журналом test он относится к крупным периодическим изданиям германского института информации для потребителей Штифтунг Варентест.

## Общая информация
Finanztest издается с 1991 года. В первые годы он выходил с периодичностью один раз в два месяца, а с 1997 года предлагается ежемесячно. Его нынешний средний продаваемый тираж составляет 251 тыс. экземпляров. Из них 205 тысяч рассылаются подписчикам, а 46 тыс. экземпляров реализуются в розницу. Как и другие издания Штифтунг Варентест, журнал не содержит рекламных объявлений, что обеспечивает его независимость от компаний, оказывающих финансовые и прочие потребительские услуги.
Главный редактор журнала с 1999 года — Герман-Йозеф Тенхаген. Finanztest знакомит читателя с результатами исследований качества финансовых услуг, в том числе таких как услуги страховых компаний, предложения по разным формам вкладывания денег и по кредитам, а также освещает налоговые и правовые вопросы. Журнал содержит пять тематических разделов: «Право и жизнь», «Денежные вклады и обеспечение старости», «Строительство дома и жилье», «Налоги», «Здравоохранение и страхование». В дополнительном обзорном разделе журнала в удобной компактной форме предоставляется актуальная информация о лучших денежных вкладах под проценты, о котировке ценных бумаг и паевых инвестиционных фондов, о потребительских и ипотечных кредитах на лучших условиях.
В пресс-релизе Штифтунг Варентест по случаю 20-летия журнала отмечалось, что «за это время Finanztest превратился в самый успешный экономический журнал немецкоязычных стран». Как показывает анализ, проведённый авторитетным германским институтом демоскопии в Алленсбахе, продаваемый тираж журнала (ежемесячно в среднем 250 тыс.) читают около 1,3 млн человек.
Наряду с ежемесячным журналом Finanztest Штифтунг Варентест издаёт тематические специальные выпуски под названием Finanztest Spezial; в 2010 году они были посвящены таким темам, как «Налоговая консультация», «Собственный дом», «Индивидуальная предпринимательская деятельность», «Модели частного обеспечения старости».
Ежегодно в декабре выходит в свет сборник Finanztest, в котором предлагаются краткие обзоры всех тем и проектов исследования качества услуг, опубликованных в выпусках уходящего года. Кроме того, все статьи и результаты исследования качества услуг можно скачать с веб-сайта www.test.de − частично на платной основе. Там же предлагаются и актуальные сведения, собранные в базах данных, например, по паевым инвестиционным фондам и больничным кассам.

## Деятельность и её результаты
Информация и оценки качества, которые публикует журнал, основаны на исследованиях и анализах, проведённых экспертами Штифтунг Варентест. При изучении качества услуг, предоставляемых банками и страховыми компаниями, они руководствуются современными научными методами. В 2009 году в журналах Finanztest были опубликованы результаты 83 проекта исследований, в том числе на такие темы, как страхование автомобиля, модели частного обеспечения старости при финансовой поддержке государства, паевые инвестиционные фонды.
В связи с тем, что некоторые компании не желают подвергаться исследованиям Штифтунг Варентест и по этой причине отказываются сообщать институту необходимую информацию, с 1997 года эксперты Штифтунг Варентест пошли новыми путями получения информации. Это обеспечивает институту бо́льшую независимость от компаний, включаемых в исследования. Теперь эксперты изучают и учитывают информацию, содержащуюся в годовых отчётах компаний и в разных базах данных, а также используют платные услуги тайных покупателей и фирм, специализирующихся на предоставлении определённой информации.
Специально подготовленные тайные покупатели поддерживают Штифтунг Варентест при выполнении ряда проектов по исследованию качества услуг. Так, с их помощью в 2010 году эксперты Штифтунг Варентест исследовали как качество консультационных услуг, оказываемых работниками банков при вкладывании денег клиентов (выпуск 8/2010 г.), так и качество консультаций, предоставляемых больничными кассами (выпуск 9/2010 г.). В 2009 году по поручению Штифтунг Варентест тайные покупатели снимали наличные деньги в банкоматах разных банков за рубежом, чтобы сравнить размеры банковских сборов, взимаемых при этой операции, а также испытывали качество услуг, предоставляемых страховыми агентами.
Результаты исследований не остаются без внимания со стороны компаний, работающих в финансовом секторе, и политических кругов. 3 декабря 2004 года, на пресс-конференции по случаю 40-летия института председатель правления Вернер Бринкманн отметил: «Некоторые финансовые услуги, не выгодные для потребителя, например, некоторые тарифы больничных касс, после отрицательных оценок, опубликованных в журнале Finanztest, исчезли с рынка. А компании, предлагающие частное страхование на случай утраты профессиональной трудоспособности, после повторных замечаний, касающихся общих условий заключения такого страхования, готовы заключать страховые договоры на условиях, которые бы в бо́льшей мере удовлетворяли потребителей.»
В декабре 2010 года министр защиты прав потребителей ФРГ Ильзе Айгнер (нем. Ilse Aigner) заявила о намерении назначить государственных расследователей для осуществления тайного контроля над деятельностью банков. Поводом для этого послужила публикация в журнале Finanztest ряда исследований Штифтунг Варентест, в рамках которых тайные покупатели испытывали качество консультационных услуг разных банков при вкладывании денежных средств клиентов.

## Использование результатов испытаний в рекламных целях
Рекламируя свои услуги, протестированные Штифтунг Варентест, компании имеют право использовать оценки качества и логотип журнала Finanztest, соблюдая сформулированные Штифтунг Варентест условия пользования. Однако некоторые компании, зная, насколько сильным рекламным эффектом обладает этот логотип, используют его с информацией, вводящей потребителя в заблуждение.

Логотип журнала Finanztest в разных форматах
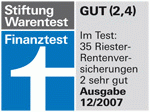
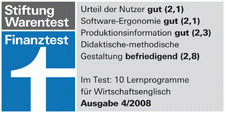
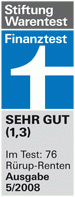